# Kinef Kirishi

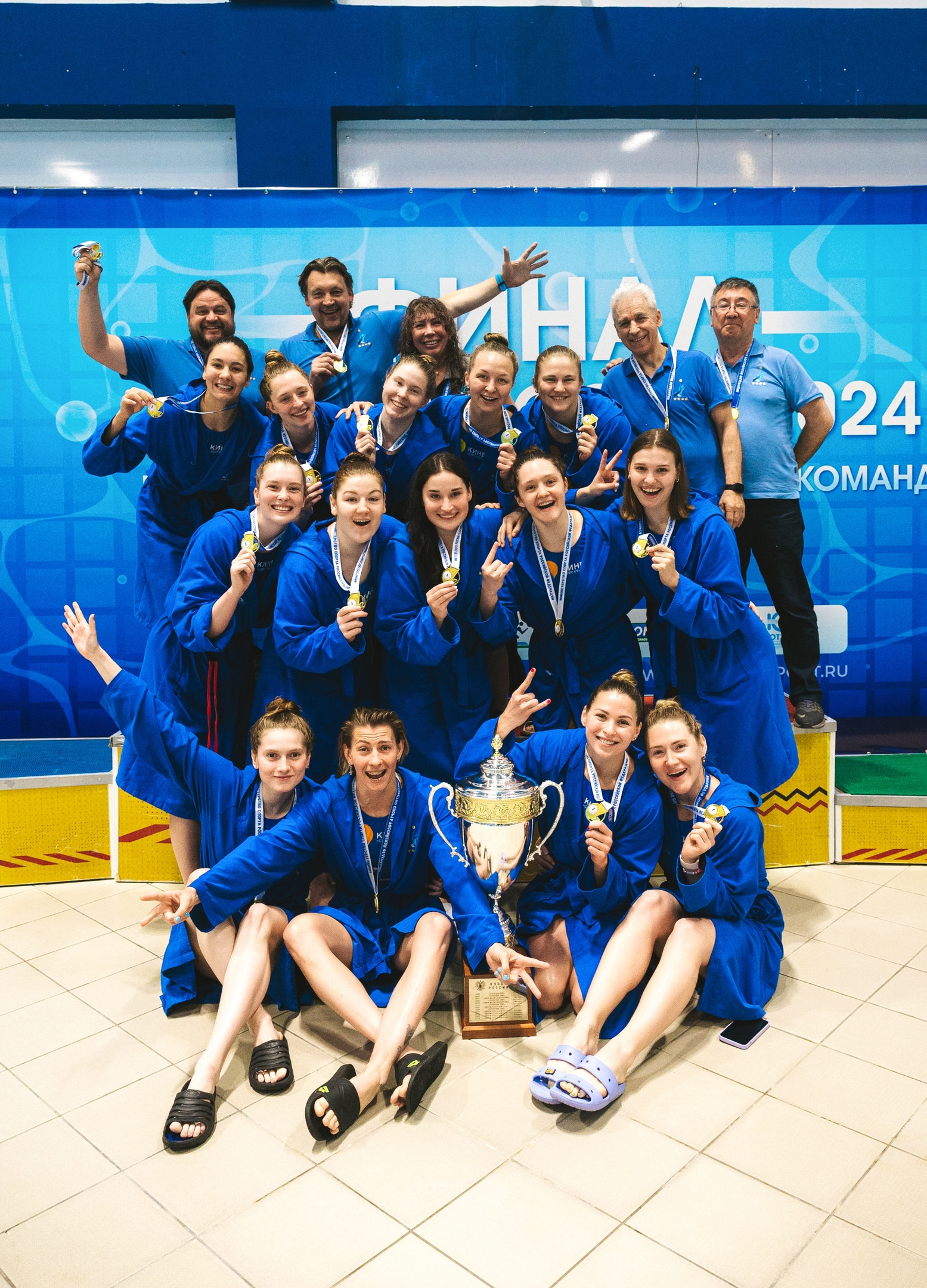
O clube com a taça da Liga Russa de Polo aquático de 2024

Kinef-Surgutneftegaz Kirishi é um clube de polo aquático da cidade de Kirishi, Rússia.

## História
O clube foi fundado nos anos 2000. 

## Títulos
- Liga Russa de Polo aquático
  - 2003, 2004, 2005, 2006, 2007, 2008, 2009, 2010, 2011, 2012